# HK AG36
AG36 — подствольный гранатомёт, разработанный немецким оружейным концерном Heckler & Koch для замены HK79. Конструкция AG36 полностью устроила военных, и в 2000 году гранатомет был принят на вооружение. Основной платформой для него является винтовка HK G36. Также может использоваться на многих других винтовках (Steyr AUG, L85A2, Diemaco C7A1, HK416 и другие), либо как отдельное оружие. Для последнего варианта использования разработан специальный отъёмный приклад. Имеется вариант AG-C/EGLM (Enhanced Grenade Launcher Module), устанавливаемый на планку Пикатинни.
Гранатомёт AG36 выгодно отличается от разработанного в США M203 ускоренной перезарядкой и возможностью использовать гранаты 40х46 мм абсолютно всех типов. Ускорение перезарядки достигнуто принципиальным изменением схемы. Для экстракции стрелянной гильзы и досылания нового заряда в гранатомете M203 нужно откинуть ствол вперед, а для того чтобы убедиться в правильности зарядки гранатомета, винтовку нужно несколько раз повернуть для лучшего обзора. Все это требует определенного времени, которого может катастрофически не хватать.
В AG36 для экстракции стрелянных гильз ствол откидывается влево от ствола оружия, что дает возможность свободного контролирования перезарядки. Однако у AG36 есть и свои минусы — по сравнению с M203 стрельба менее точная.
Гранатомёт AG36 — однозарядный, имеет самовзводный ударно-спусковой механизм и ручной предохранитель. Прицел — складной.
На его основе произведён гранатомёт M320, состоящий на вооружении армии США.

## Внешние ссылки
- Описание гранатомёта AG36 на сайте world.guns.ru
- Описание AG36 на сайте weapon.at.ua